# مستمر بالمشي
مستمر بالمشي (باليابانية: 歩いても 歩いても) هو فيلم دراما عائلي ياباني صدر عام 2008 من إخراج وسيناريو وتحرير هيروكازو كورئيدا.

## الممثلون
- هيروشي آبي في دور ريوتا يوكوياما
- يوي ناتسوكاوا في دور يوكاري يوكوياما
- يو في دور تشينامي كاتاوكا
- كازويا تاكاهاشي في دور نوبو كاتاوكا
- شوهي تاناكا في دور أتسوشي يوكوياما
- سوسومو تيراجيما في دور موصل السوشي
- كيرين كيكي في دور توشيكو يوكوياما
- يوشيو هارادا في دور كيوهي يوكوياما

## الإنتاج
في مقابلة مع كورئيدا في إصدار البلوراي للفيلم (ونشرت على نتفليكس وربما في مواقع آخرى)، ناقش المخرج بصراحة إلى أي مدى -وليس كل- الفيلم كان مستوحى من ذكريات طفولته وحادث وفاة والدته. وعلى نفس القرص، أظهر مقطع قصير «للكواليس» عدد مشاهد الفيلم التي تم إحياءها من السيناريو أثناء التدريبات أو تم ارتجالها مباشراً أثناء التصوير في موقع على ما يبدو أنه منطقة يوكوهاما.

## الاستقبال
نال الفيلم استحسانًا واسعًا من نقاد السينما. أفاد موقع تجميع المراجعات روتن توميتوز بنسبة موافقة مثالية بلغت 100% بناءً على 64 مراجعة، بمتوسط تقييم 8.3/10. وجاء إجماع الموقع على النحو التالي: «قد يبدو فيلم هيروكازو كورئيدا متواضعًا في البداية، لكن هذه الدراما العائلية تُلقي بسحر رقيق وجذاب». صنّف ميتاكريتيك الفيلم بنسبة 89%، بناءً على 21 مراجعة. في مراجعة لصحيفة شيكاغو سن-تايمز، منح روجر إيبرت العمل أربع نجوم، وأشاد بكورئيدا باعتباره وريثًا لياسوجيرو أوزو. كتب تريفور جونستون من مجلة سايت آند ساوند أنه «مهما كان وضع فيلم "مستمر بالمشي" في سماء الإنجازات السينمائية اليابانية، فإن هناك أمرًا واحدًا مؤكدًا: إنه يستحق أن يكون في مصافّ رواد السينما». فاز الفيلم بجائزة الفيلم الآسيوي لأفضل مخرج، ورُشِّح للجائزة الكبرى لنقابة نقاد السينما البلجيكية. كما اختاره جوشوا روثكوف ضمن قائمة إندي واير لعام 2018 لأفضل الأفلام اليابانية في القرن الحادي والعشرين.

## روابط خارجية
- مستمر بالمشي على موقع IMDb (الإنجليزية)
- مستمر بالمشي على موقع ميتاكريتيك (الإنجليزية)
- مستمر بالمشي على موقع روتن توميتوز (الإنجليزية)
- مستمر بالمشي على موقع نتفليكس (الإنجليزية)
- مستمر بالمشي على موقع ألو سيني (الفرنسية)
- مستمر بالمشي على موقع Turner Classic Movies (الإنجليزية)
- مستمر بالمشي على موقع أول موفي (الإنجليزية)
- مستمر بالمشي على موقع بوكس أوفيس موجو (الإنجليزية)
- مستمر بالمشي على موقع فيلمافينيتي (الإسبانية)
- مستمر بالمشي على موقع قاعدة بيانات الأفلام السويدية (السويدية)